# André Tappin
André Tappin, né en 1689 et mort en 1755, est un poète et greffier français à Fontainebleau.

## Biographie
À Fontainebleau, André Tappin est greffier de la prévôté au moins depuis 1731, titulaire de cette charge grâce la famille de son épouse Marguerite Delaplanche,. Dans cette ville, le 1er août 1732, il acquit l’office de greffier de Jean Tribou contre 15 000 livres. On le retrouve ainsi greffier en chef de la prévôté et contrôleur des exploits. Il est suspendu par le procureur du roi et le prévôt, mais il réussit à être rétabli dans sa charge par le parlement.
À côté de cela, Tappin s’improvise poète (ou versificateur) et adhère à la compagnie de Charles Collé et de ses amis. Pourtant, ces derniers font imprimer une petite brochure signée Chevalier de Ment (nom de plume de Duplat de Monticourt) où ils le ridiculisent en le surnommant moqueusement Balbin,,.